# Фил Во
Фил Во (енгл. Philip Robert Waugh; 22. септембар 1979) бивши је аустралијски рагбиста. Још у млађим категоријама, показао је таленат, био је капитен млађих школских селекција у Сиднеју. Играо је за младе селекције Аустралије до 19 и до 21 године. Целу професионалну каријеру провео је у Воратасима, за које је у супер рагбију одиграо 124 утакмице и постигао 65 поена. У дресу Аустралије дебитовао је против Енглеске у тест мечу 2000. Био је заменик капитена Валабиса на светском првенству 2003, где је Аустралија на свом терену изгубила велико финале од Енглеске, након дроп гола Вилкинсона у последњим моментима игре. У неколико наврата проглашаван је за најбољег скрамаша Воратаса.